# Türnitzer Hütte
Die Türnitzer Hütte ist eine Schutzhütte der Kategorie I der Ortsgruppe St. Pölten des Österreichischen Gebirgsvereins des Österreichischen Alpenvereins am Türnitzer Höger in Niederösterreich und erschließt ein ausgedehntes Waldgebiet im Traisental. Die Hütte verfügt über einen Winterraum und ist in den Sommermonaten am Wochenende und an Feiertagen bewirtschaftet. 

## Geschichte
Die Türnitzer Hütte, erste Schutzhütte in den niederösterreichischen Voralpen, wurde am 1. September 1895 (vor etwa 600 Besuchern, darunter der Alpinist Heinrich Heß) eingeweiht. Sie war der erste Schutzhausbau des 1890 in Wien gegründeten Österreichischen Gebirgsvereins. 1980 bis 2018 diente zu ihrer Versorgung eine 1273 m lange Materialseilbahn. Ab 2018 wurde auf Hubschrauberversorgung umgestellt. Fahrtmöglichkeit bis zur Hütte gibt es nicht.

## Bildergalerie

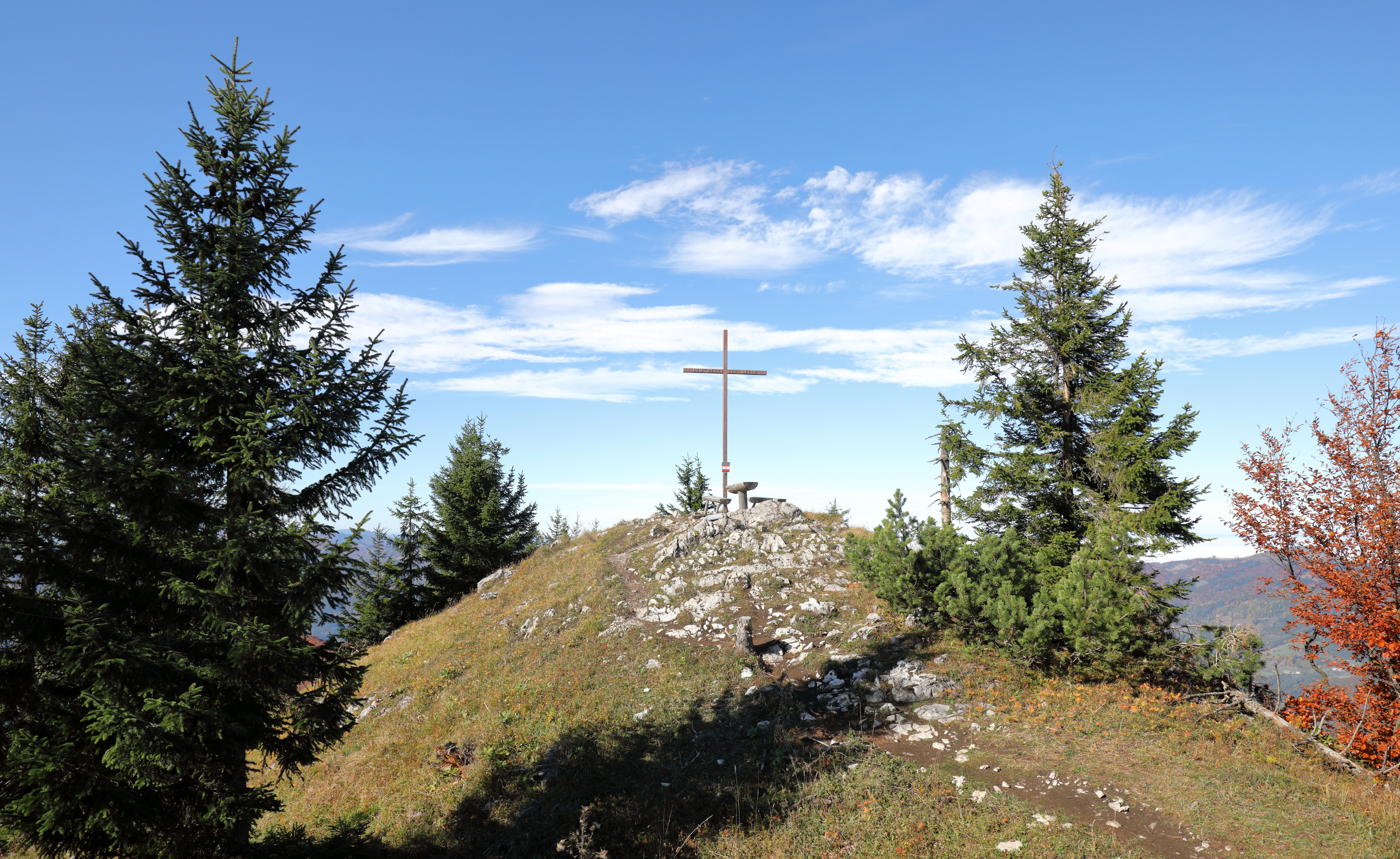
Der unmittelbar westlich befindliche Gipfel mit Gipfelkreuz
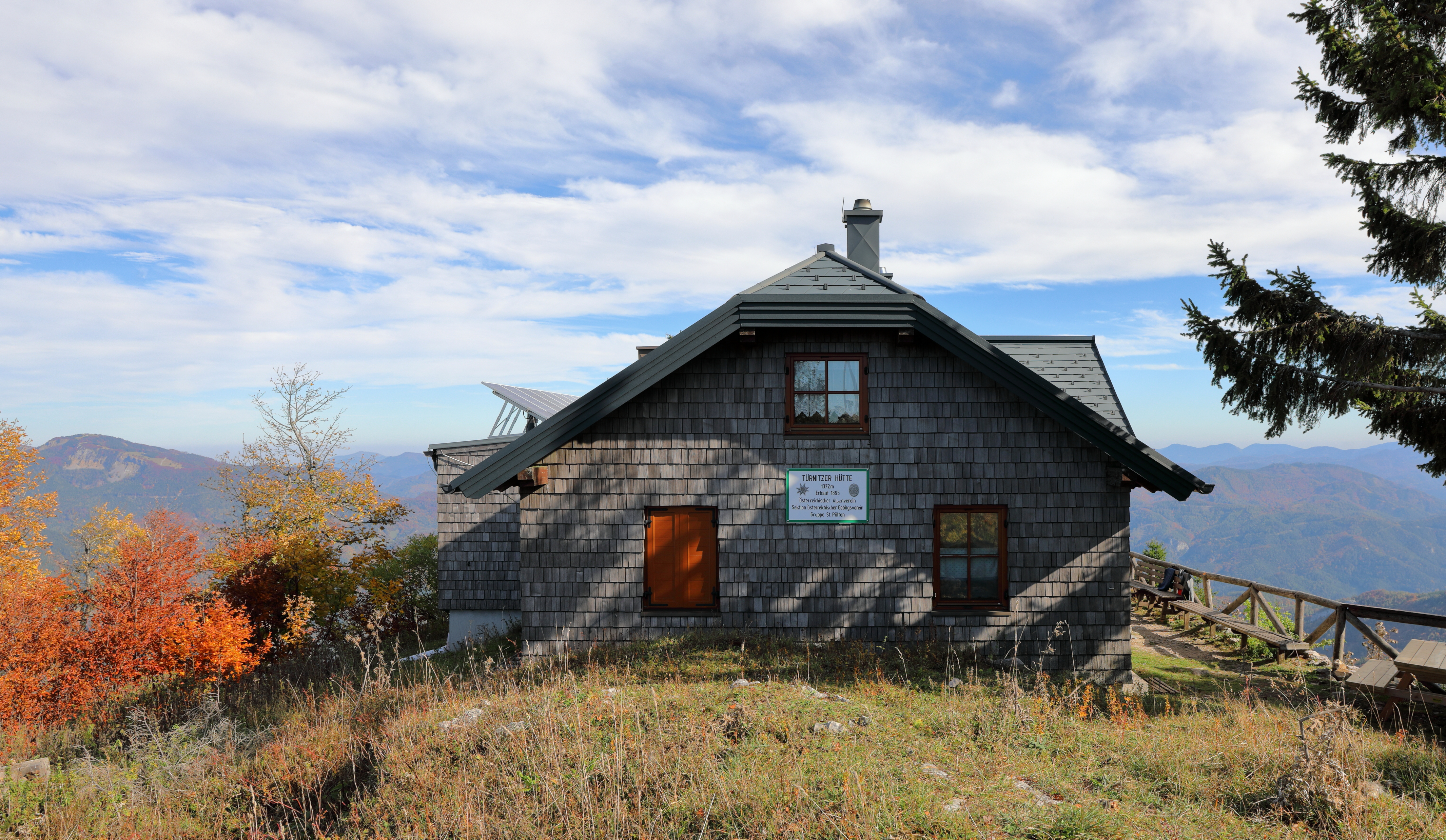
Westansicht der Türnitzer Hütte
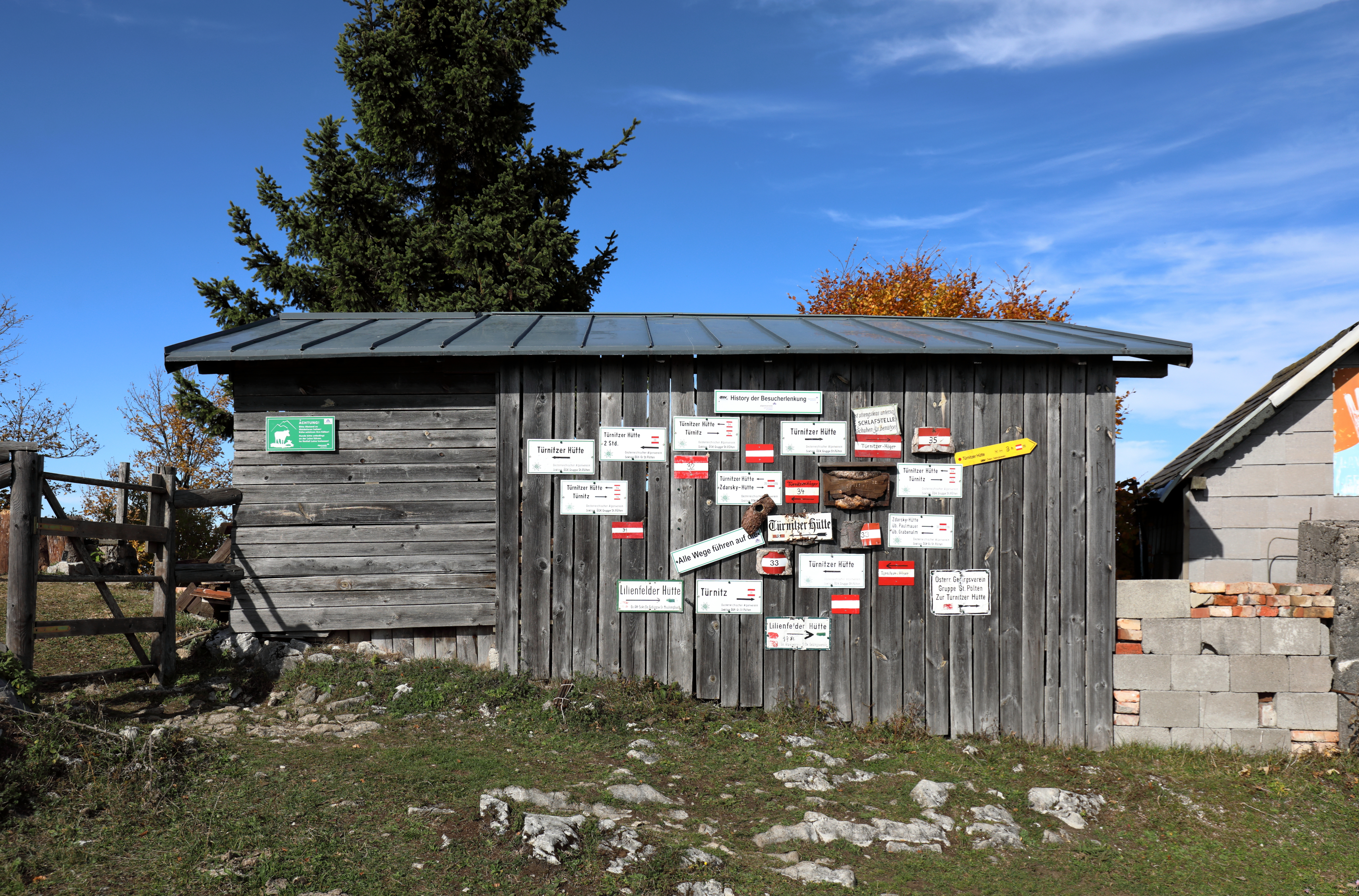
Wegtafeln aus mehreren Jahrzehnten

## Aufstieg
Der Aufstieg ist über mehrere Routen möglich:
- Furthof, Gehzeit: 2 Stunden 30 Minuten
- Hohenberg, Gehzeit: 3 Stunden 30 Minuten
- St. Aegyd am Neuwalde, Gehzeit: 4 Stunden 30 Minuten
- Türnitz, Gehzeit: 3 Stunden